# 3605 Davy
3605 Davy este un asteroid din centura principală, descoperit pe 28 noiembrie 1932 de Eugène Delporte.